# Tropidodipsas zweifeli
Tropidodipsas zweifeli — вид змій родини полозових (Colubridae). Ендемік Мексики.

## Поширення і екологія
Tropidodipsas zweifeli відомі за кількома зразками, зібраними на Мексиканському нагір'ї та в горах Західної Сьєрра-Мадре, в штатах Герреро, Морелос і Пуебла. Вони живуть в широколистяних тропічних лісах.